# Orde de la Preciosa Corona
L'Orde de la Preciosa Corona (japonès: 宝冠章, Hōkan-shō) és un orde japonès, establert el 4 de gener de 1888 per l'emperador Meiji. Com que l'Orde del Sol Naixent en aquella època era un honor només per a homes, la de la Preciosa Corona es va establir com a un honor per a dones.
Actualment té 6 rangs o classes.

## Història
L'orde va ser establerta el 4 de gener de 1888 per l'emperador Meiji, com a una distinció per a dones. Originalment tenia cinc classes, però el 13 d'abril de 1896 se n'hi van afegir tres més: la sisena, setena i vuitena.

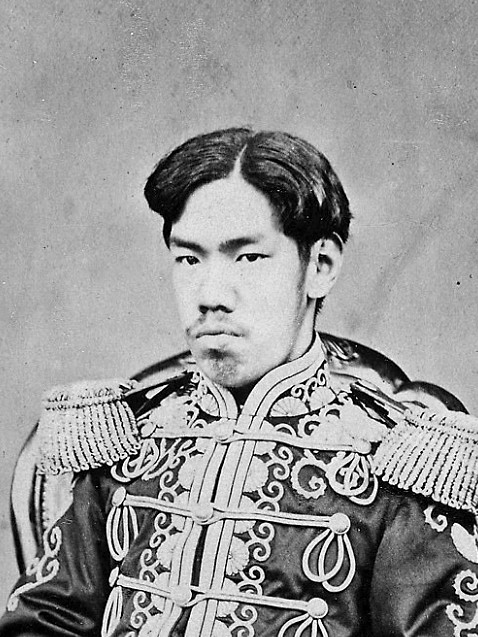
Mutsuhito, l'Emperador Meiji.

El 1907, es van lliurar medalles de l'Orde de la Preciosa Corona a vint-i-nou nord-americanes que van participar en la guerra russo-japonesa. Aquesta inusual llista de premiats estava formada per deu infermeres voluntàries i dinou corresponsals de diaris nord-americans.
Fins a l'any 2003, l'Orde de la Preciosa Corona, que tenia vuit rangs, era l'equivalent femení a l'Orde del Sol Naixent. Tot i així, el 2003 l'Orde del Sol Naixent, es va posar també a disposició de les dones, i com a conseq¨`encia les dues classes inferiors de l'Orde de la Preciosa Corona van ser abolides. Des de 2003, aquesta distinció només s'ha donat a membres femenins de la família imperial al Japó i a membres femenins de famílies reials a països estrangers quan ha estat específicament necessari per a cerimònies diplomàtiques.
Es del 2003, es va eliminar també el número que representava el rang inclòs en el nom deicial de la distinció. Com a resultat, encara que de vegades s'utilitzaven números que representaven rangs en els noms comuns, els noms formals com ara 勲一等 (Kun-ittō, Primera Classe) i 勲二等 (Kun-nitō, Segona Classe) ja no s'utilitzaven.

## Característiques
L'honor de primera classe s'ha conferit normalment a la reialesa femenina. Tal com es va concebre originalment, l'ordre constava de vuit classes. A diferència dels seus homòlegs europeus, l'ordre es pot conferir pòstumament.
El distintiu de l'orde és un medalló ovalat d'or, amb dibuixos florals als seus quatre extrems; al centre hi ha una antiga corona japonesa sobre fons blau, envoltada per un anell vermell. Està suspès d'una insígnia més petita, el seu disseny varia segons la classe, sobre una cinta de color groc amb ratlles vermelles prop de les vores, com a faixa a l'espatlla dreta per a 1r, com a llaç a l'espatlla esquerra per a les altres classes. .
L'estrella de l'ordre, que només la porten la primera classe, té cinc raigs tapats de perles, amb dibuixos florals entre els raigs. El disc central presenta un Ho-o o fènix sobre fons blau, envoltat d'un anell vermell adornat amb una corona de llorer.
La medalla de 6è i 7è rang és de bronze daurat. El revers presenta les banderes creuades del Japó i de l'Emperador, ambdues coronades pel Sol Naixent. L'anvers presenta un fust monumental convencional, que està flanquejat per una branca de llorer i una branca de palma.
| Cinta de l'Orde de la Preciosa Corona | Cinta de l'Orde de la Preciosa Corona |
| ------------------------------------- | ------------------------------------- |
|                                       | 1.ª Classe Gran Cordó                 |
|                                       | 2.ª Classe                            |
|                                       | 3.ª Classe                            |
|                                       | 4.ª Classe                            |
|                                       | 5.ª Classe                            |
|                                       | 6.ª Classe                            |
|                                       | 7.ª Classe (abolida el 2003)          |
|                                       | 8.ª Classe (abolida el 2003)          |

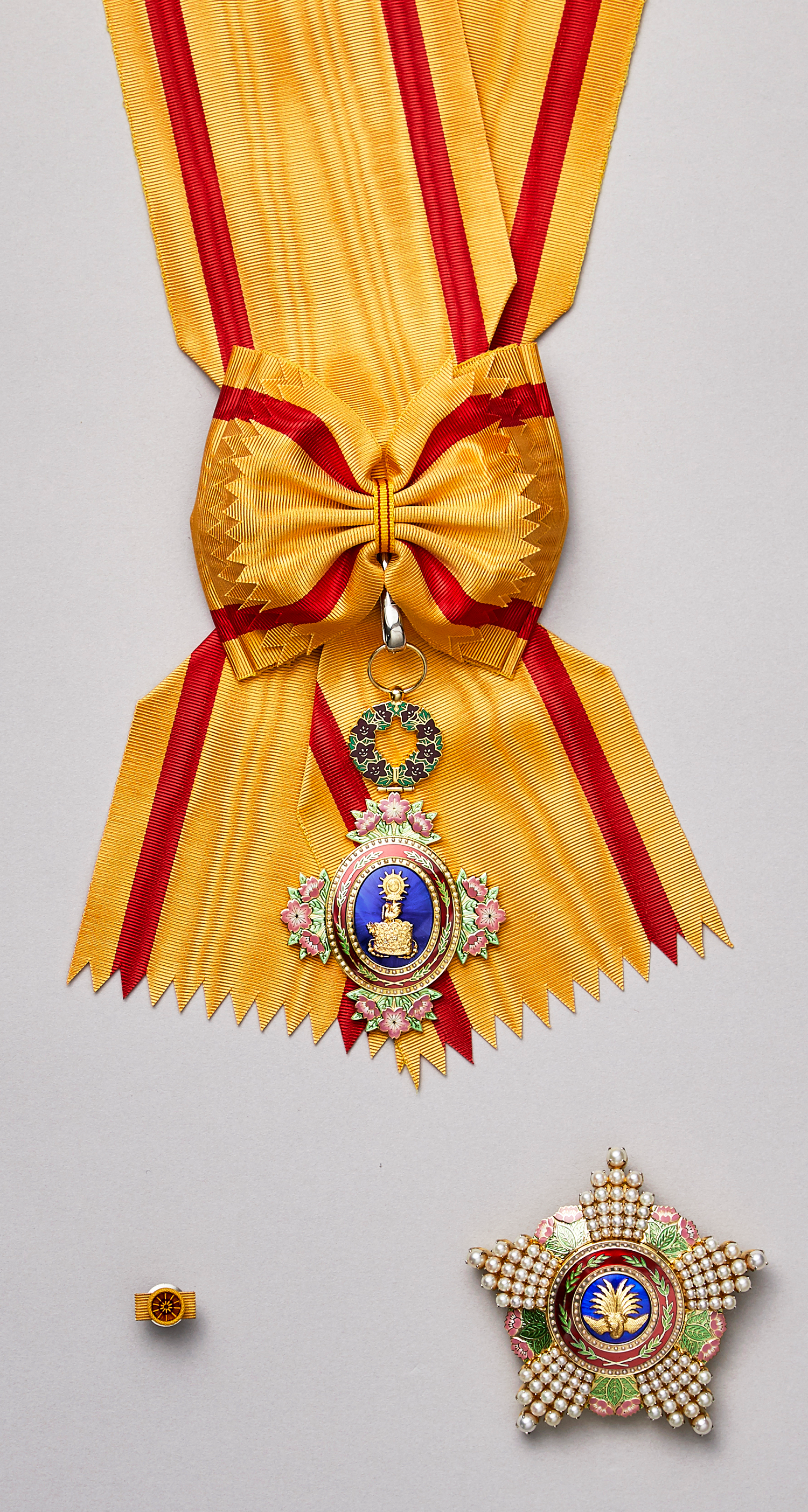
Gran Cordó de l'Orde de la Preciosa Corona (1a classe)
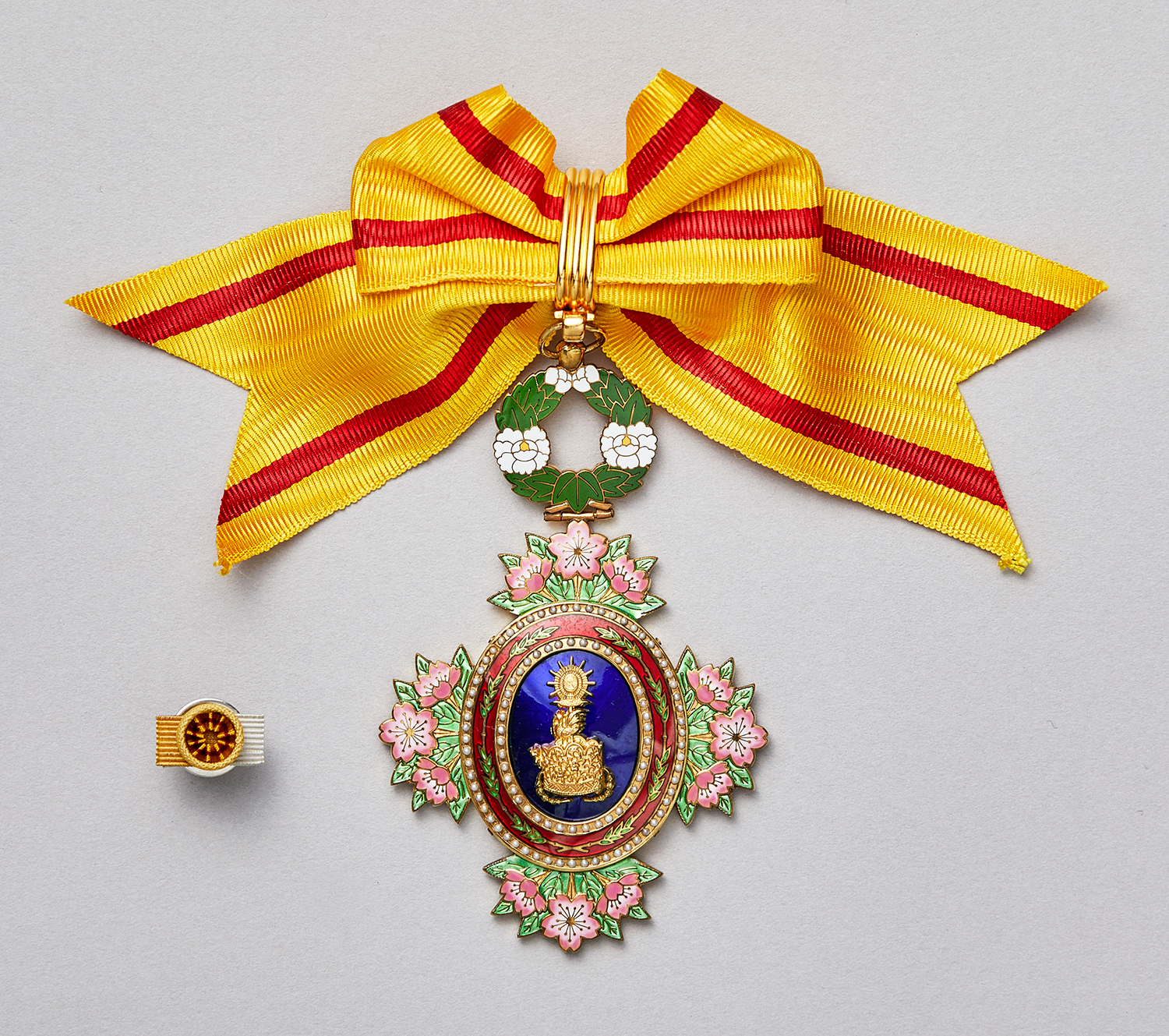
Orde de la Preciosa Corona (2a classe)
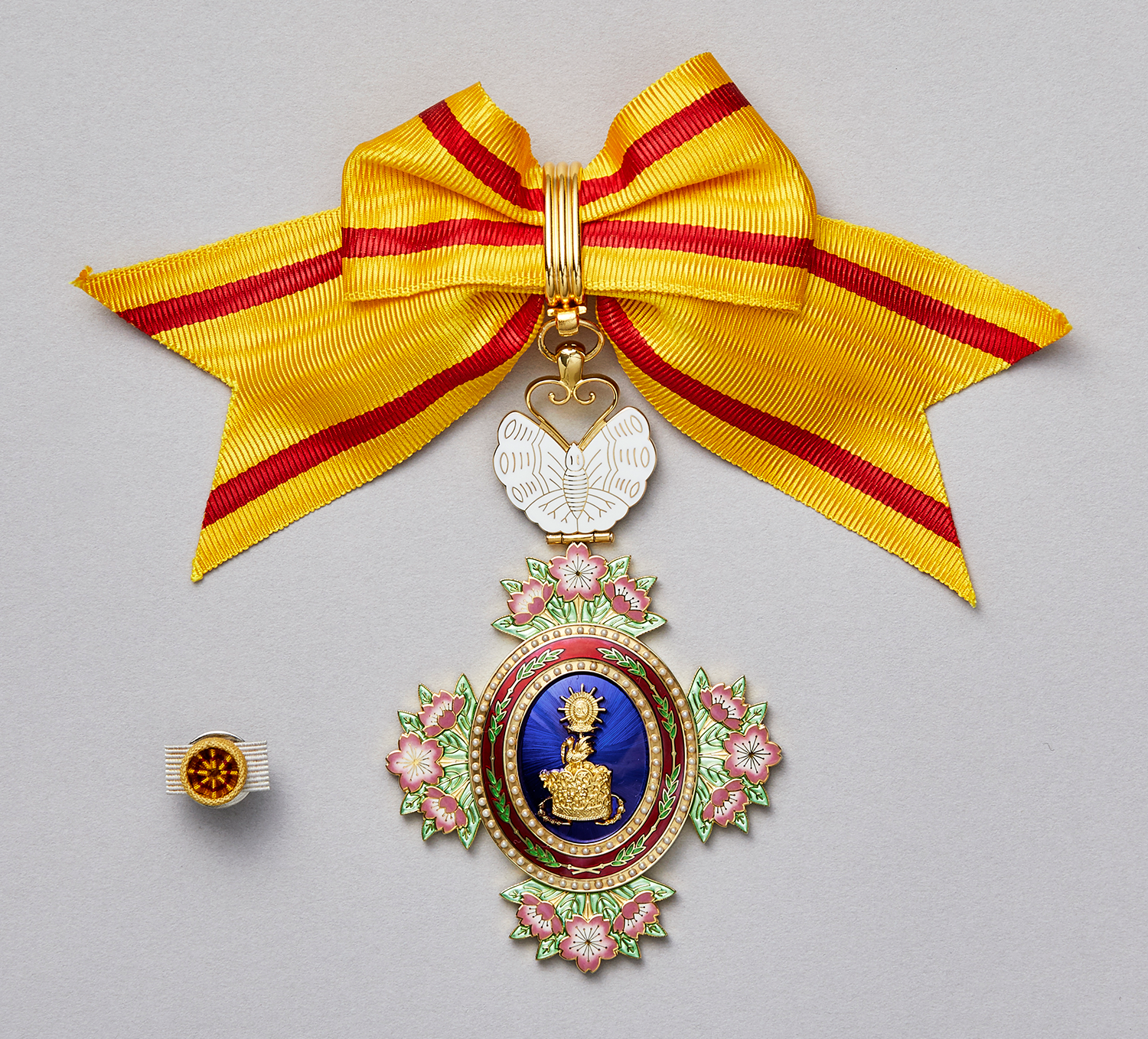
Orde de la Preciosa Corona (3a classe)
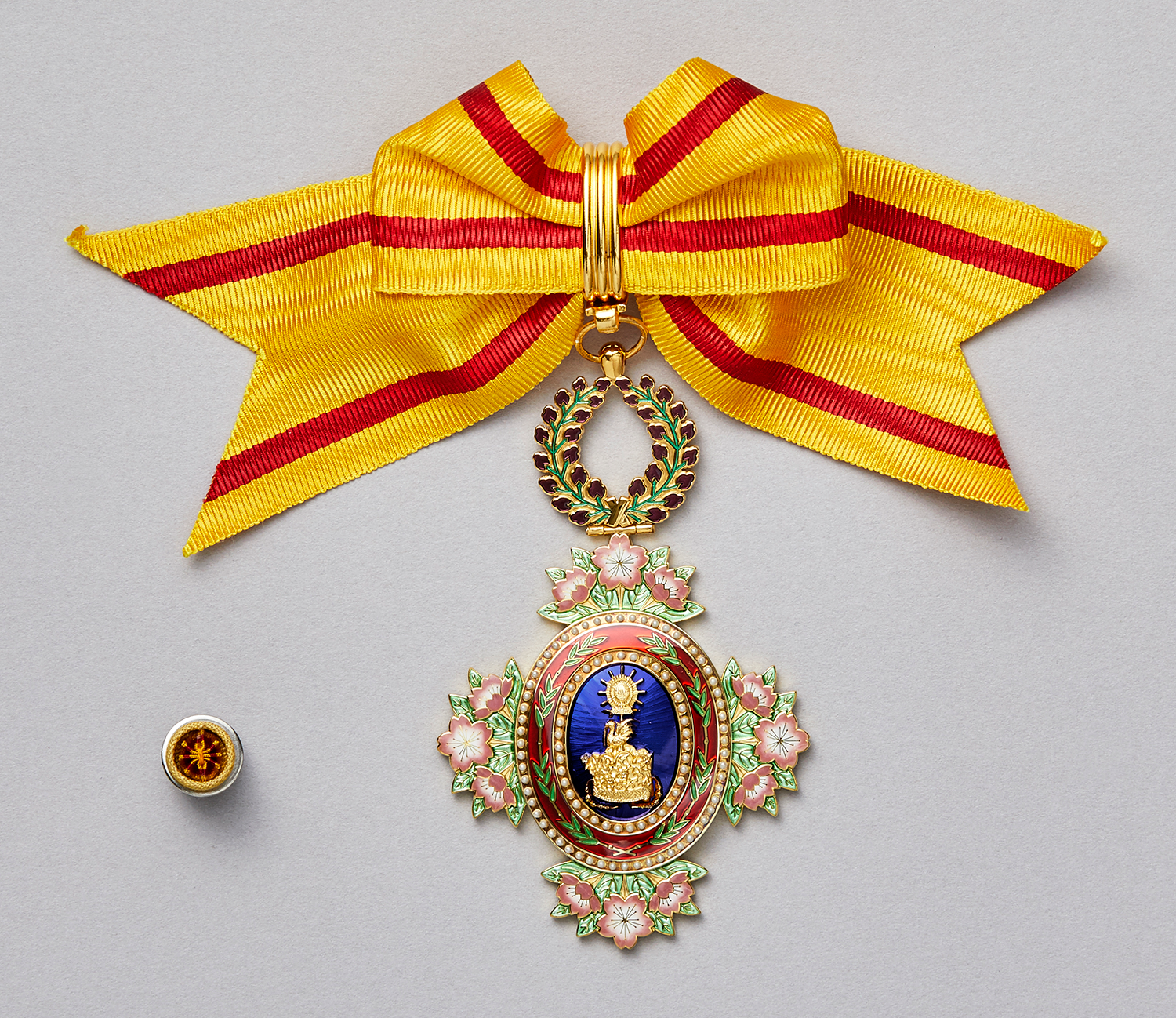
Orde de la Preciosa Corona (4a classe)
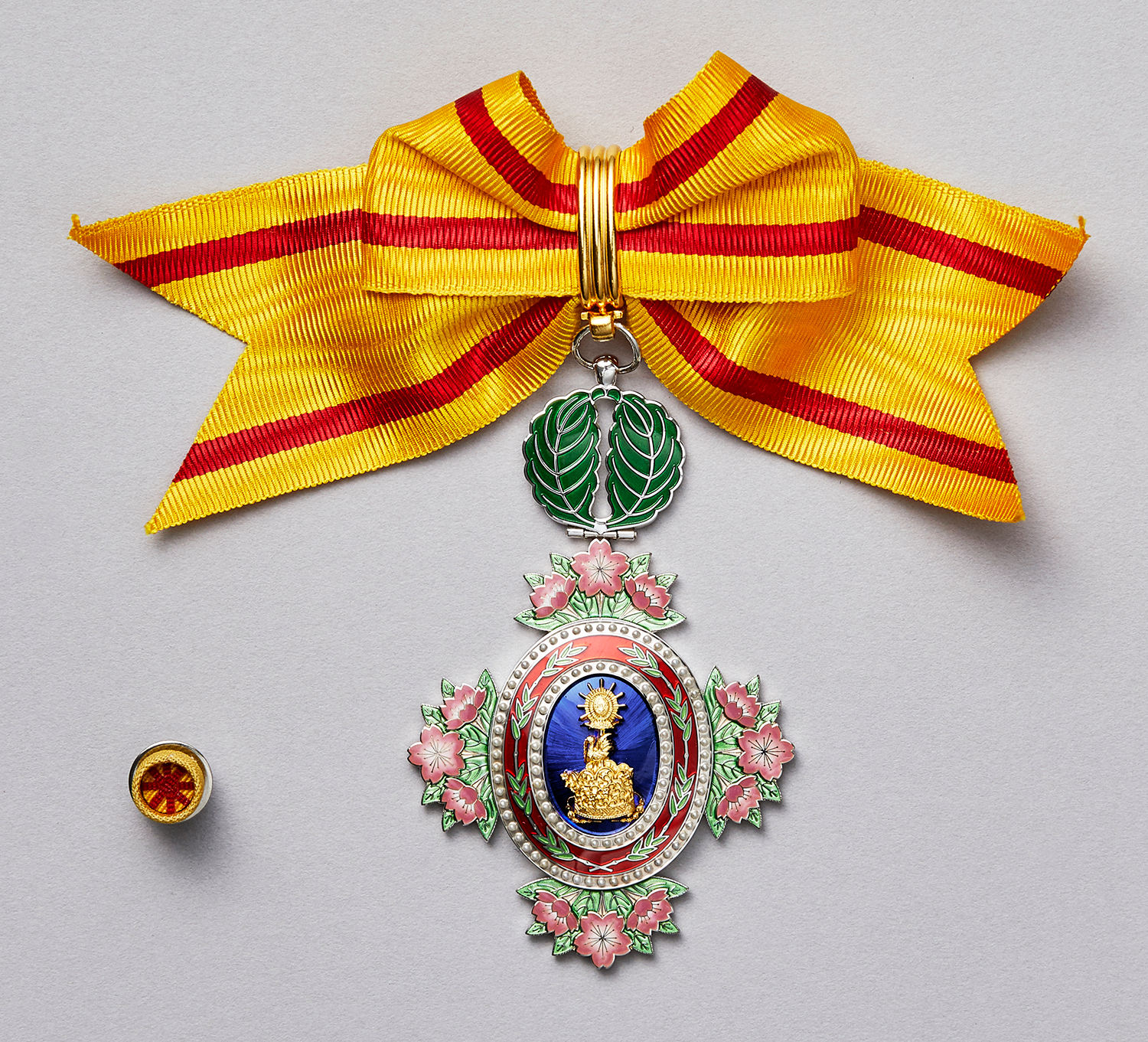
Orde de la Preciosa Corona (5a classe)
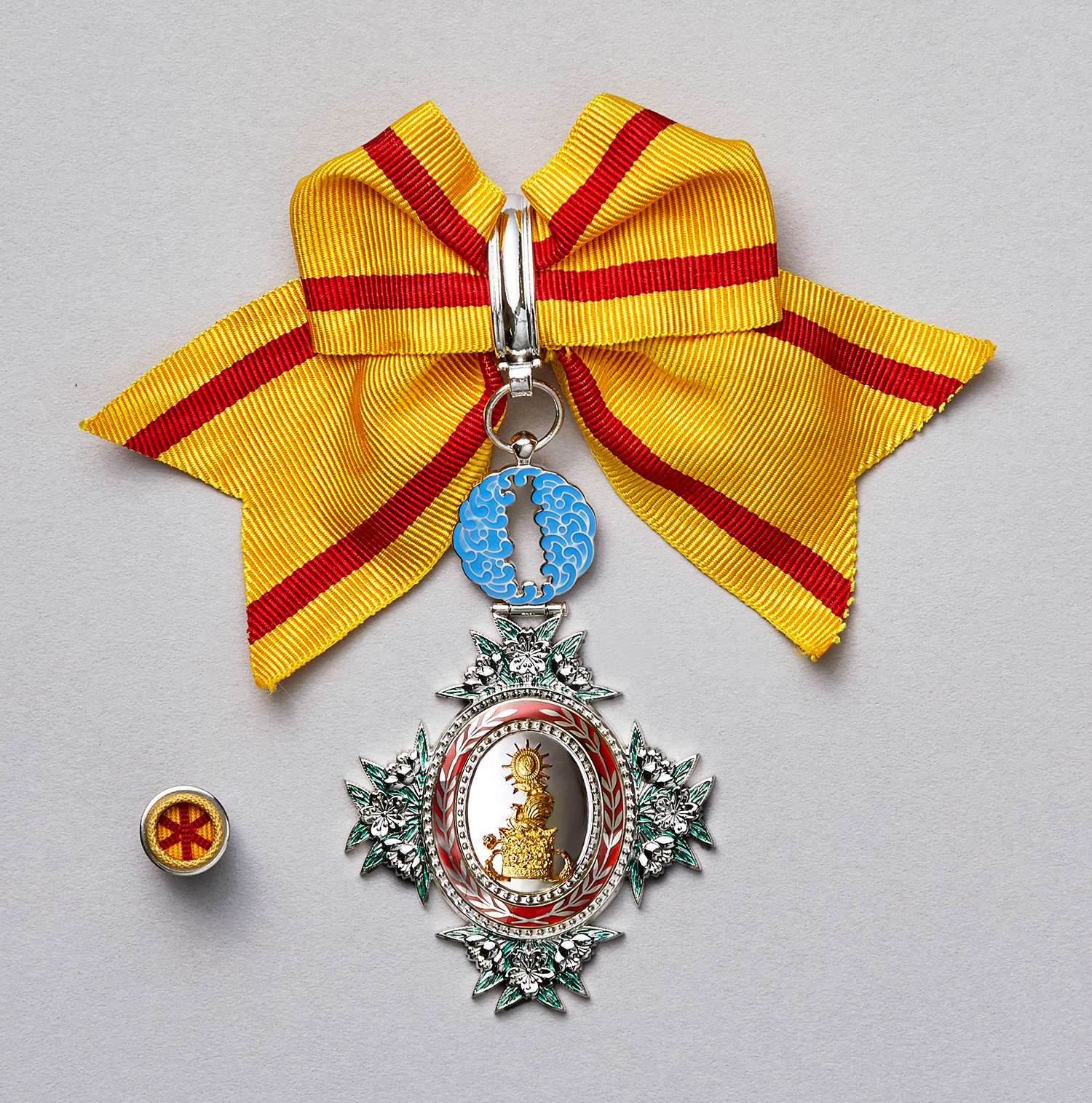
Orde de la Preciosa Corona (6a classe)
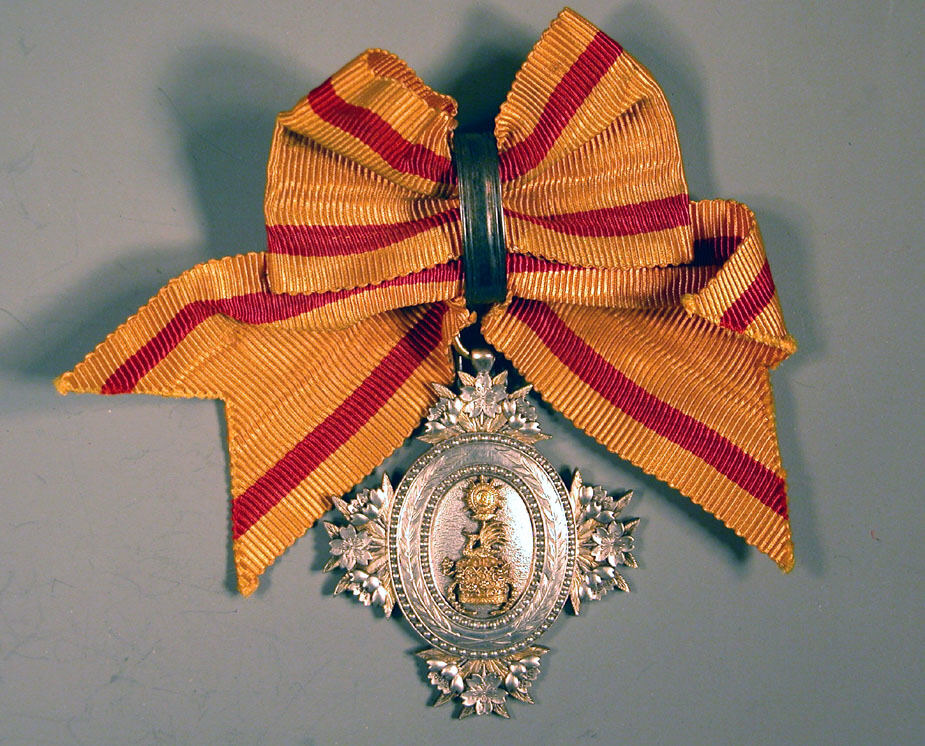
7a classe (abolida el 2003)
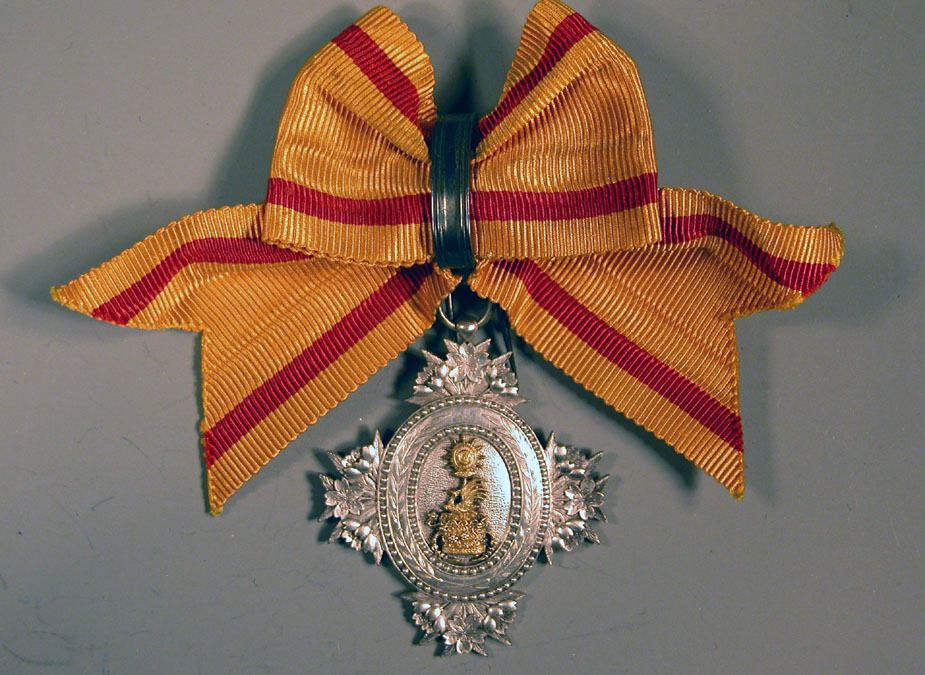
8a classe (abolida el 2003)

## Selecció de distingits

### Primera classe, Gran Cordó
- Emperadriu Michiko.Empreradriu Michiko
- Emperadriu Masako
- Aiko, Princesa Toshi
- Mako Komuro
- Princesa Kako d'Akishino
- Sayako Kuroda

Emperadriu Michiko.

- Maria Teresa, Gran Duquessa de Luxemburg
- Princesa Salote Mafile'o Pilolevu Tuita de Tonga

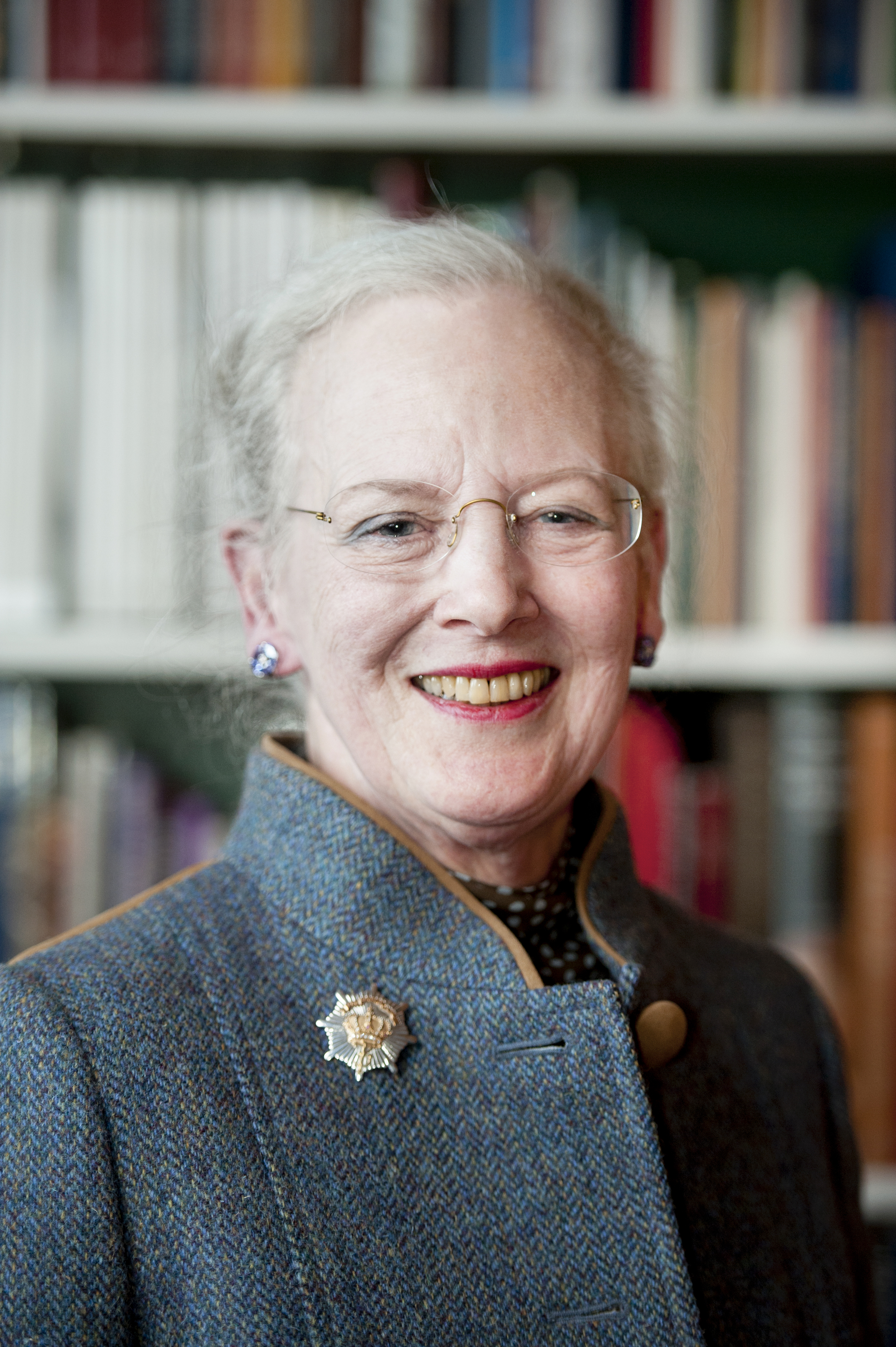
Margarida II de Dinamarca.

- Margarida II de Dinamarca.Reina Margarida II de Dinamarca
- Emperadriu Farah de l'Iran
- Reina Elisabet, la Reina Mare
- Reina Paola de Bèlgica
- Reina Sílvia de Suècia
- Reina Sirikit de Tailàndia
- Reina Máxima dels Països Baixos
- Reina Matilde de Bèlgica
- Reina Sofia d'Espanya
- Reina Letizia d'Espanya[4]
- Sònia de Noruega.Reina Sònia de Noruega
- Princesa hereva Bangja de Corea
- Tuanku Budriah de Malàisia
- Tuanku Bainun de Malàisia
- Tuanku Fauziah de Malàisia

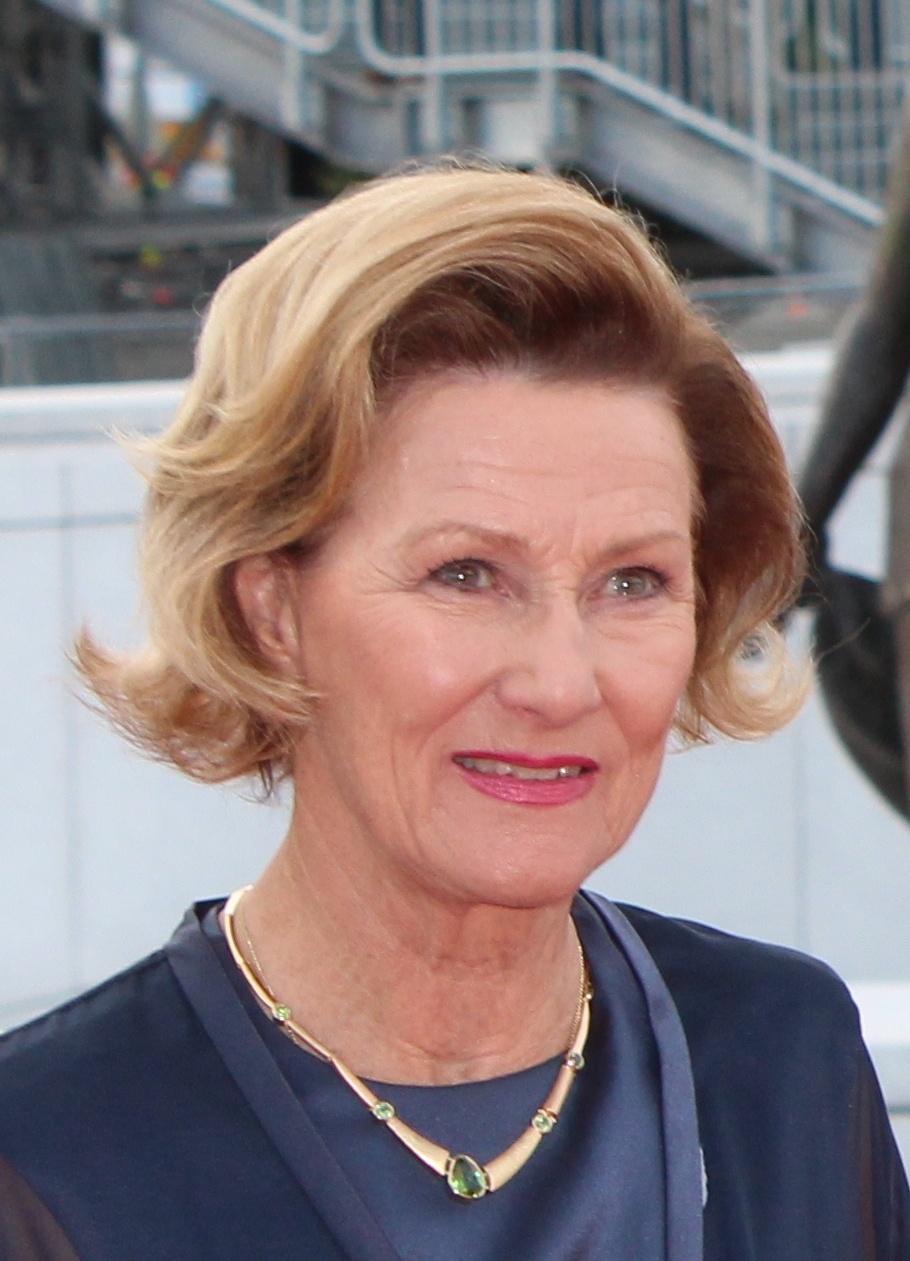
Sònia de Noruega.

- Tuanku Hajah Haminah Hamidun de Malàisia[5]
- Princesa Srinagarindra de Tailàndia
- Princesa Sirindhorn de Tailàndia
- Princesa Chulabhorn de Tailàndia
- Anna, Princesa Reial
- Princesa Margarida, Comtessa de Snowdon
- Alexandra del Regne Unit.Princesa Alexandra, l'Honorable Lady Ogilvy
- Mette-Marit, Princesa de Noruega

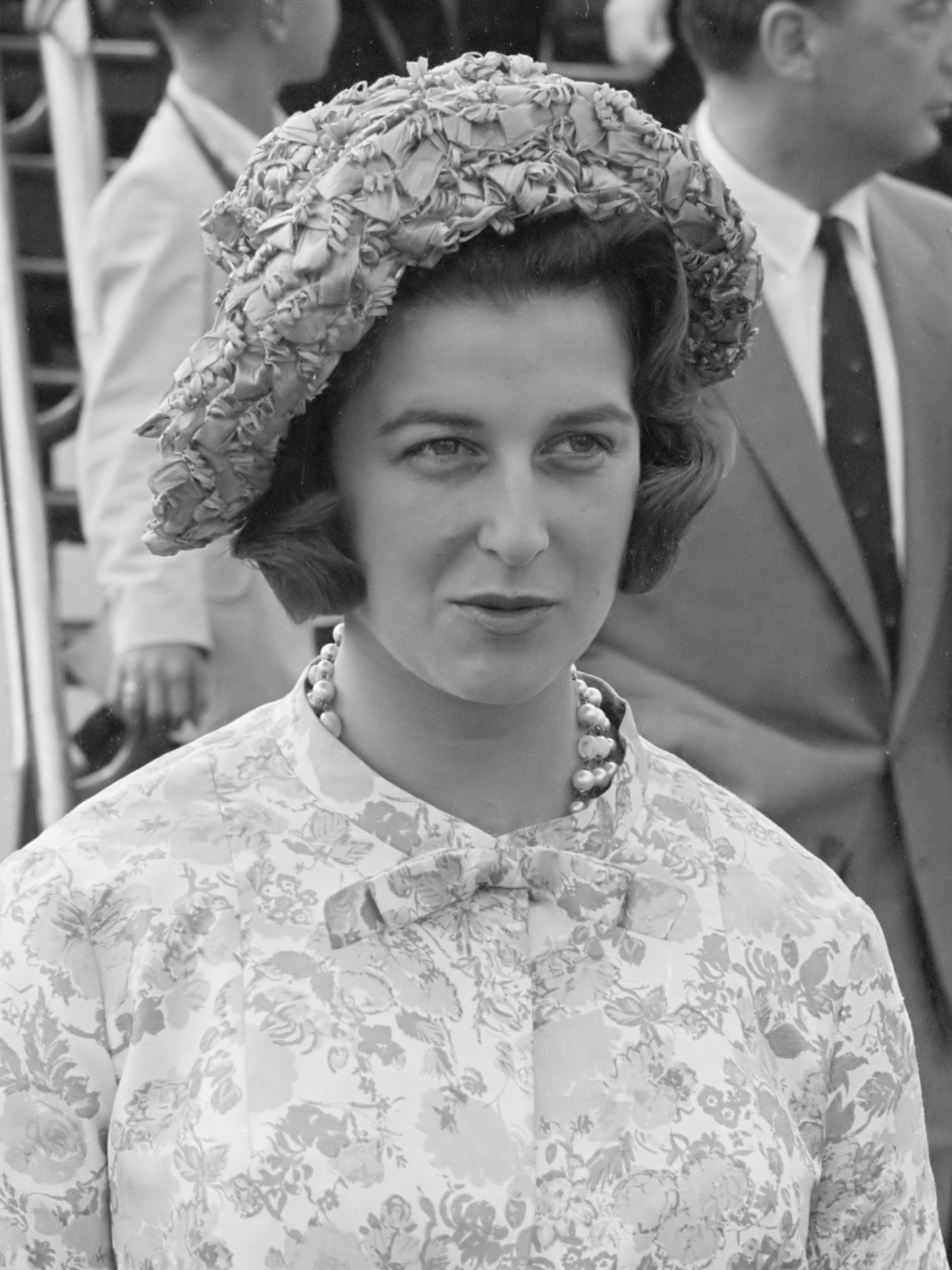
Alexandra del Regne Unit.

- Princesa Basma bint Talal de Jordània
- Emperadriu Dowager Cixi de la Xina
- Reina Lili'uokalani de Hawaii
- Reina Kapi'olani de Hawaii
- Reina Máxima dels Països Baixos
- Te Atairangikaahu
- Princesa Sarvath al-Hassan de Jordània
- Princesa Alia bint Hussein de Jordània
- Baronessa Margaret Thatcher (ex primera ministre del Regne Unit)
- Imelda Romualdez Marcos, antiga Primera Dama de les Filipines
- Siti Hartinah, antiga Primera Dama de la República d'Indonèsia

### Segona classe

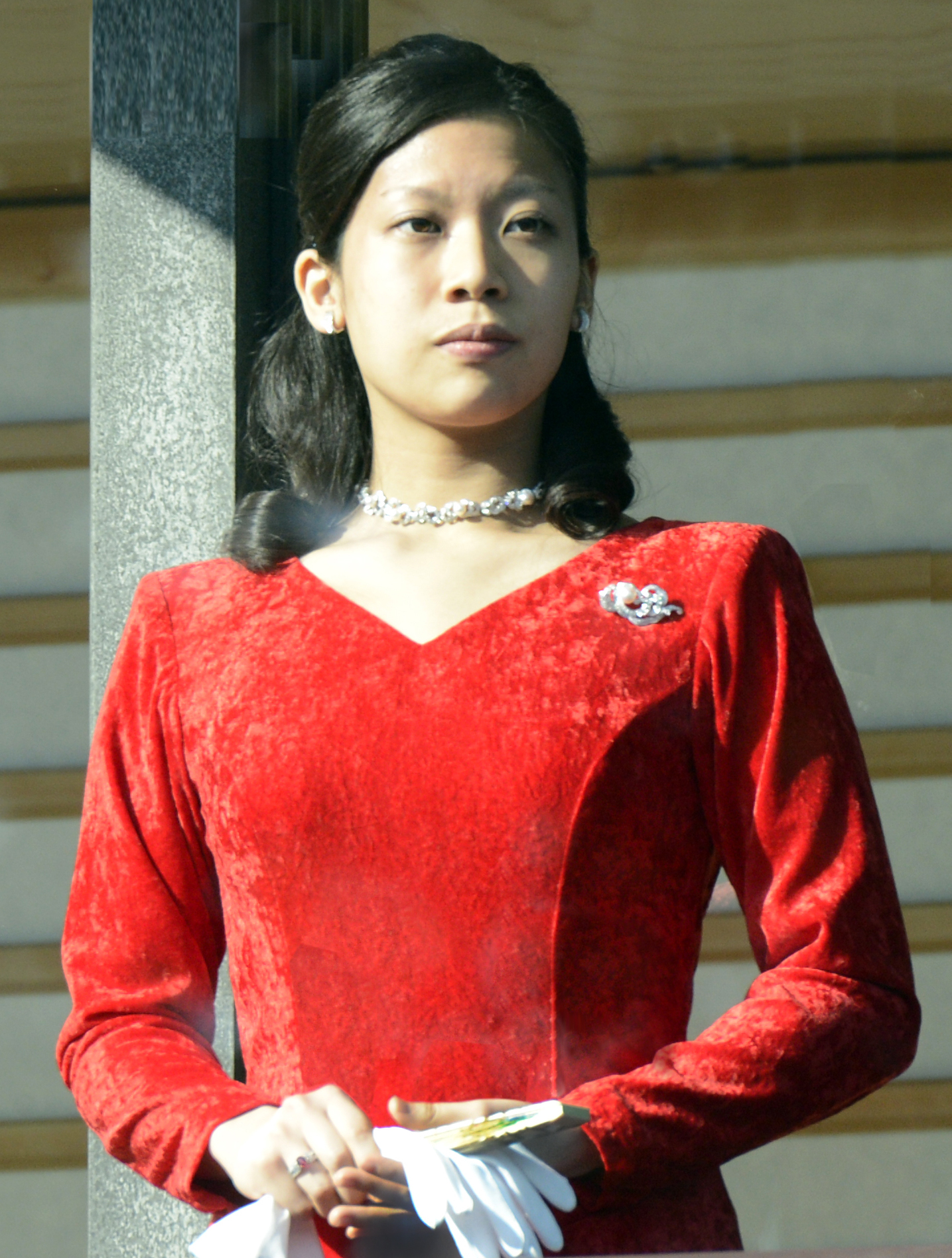
Princesa Noriko.

- Princesa Noriko.Noriko Senge
- Princesa Tsuguko de Takamado
- Ayako Moriya
- Princesa Akiko de Mikasa
- Princesa Yōko de Mikasa
- Princesa Alexandra de Luxemburg

### Tercera Classe
- Joyce Ackroyd (1918–1991)[6]
- Eleanor Jorden (1920–2009)[7]
- Elizabeth Gray Vining (1902–1999)[8]

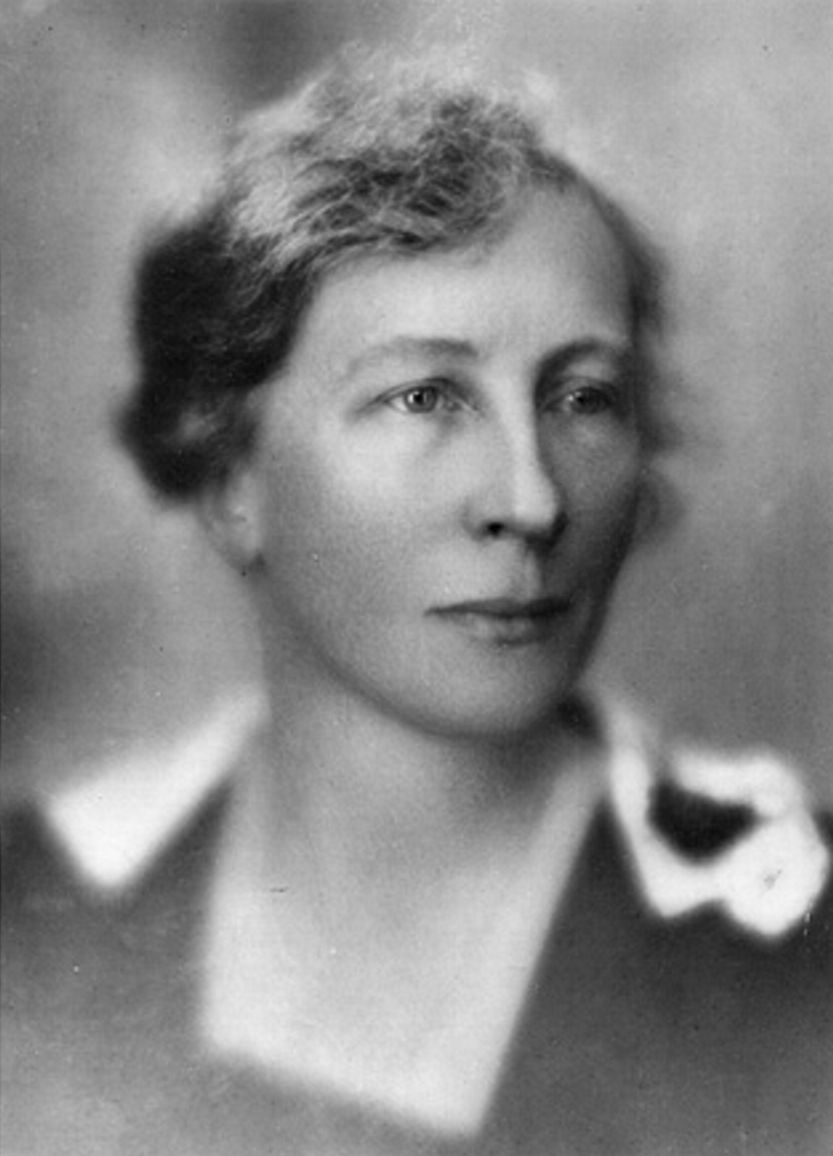
Lillian Moller Gilbreth.

- Lillian Moller Gilbreth.Lillian Moller Gilbreth (1878–1972), Honor conferit el 1968[9]
- Yoshi Kasuya (1894–1994)[10]
- Chika Kuroda (1884–1968)[11]
- Sugino Yoshiko (1892-1978)[12]
- Kono Yasui (1880–1971)[13]
- Toshiko Yuasa (1909–1980)[14]

### Quarta classe
- Michiyo Tsujimura (1888-1969)
- Yvette Giraud (1916-2014)[15]
- Machiko Hasegawa.Machiko Hasegawa (1920–1992)[16]

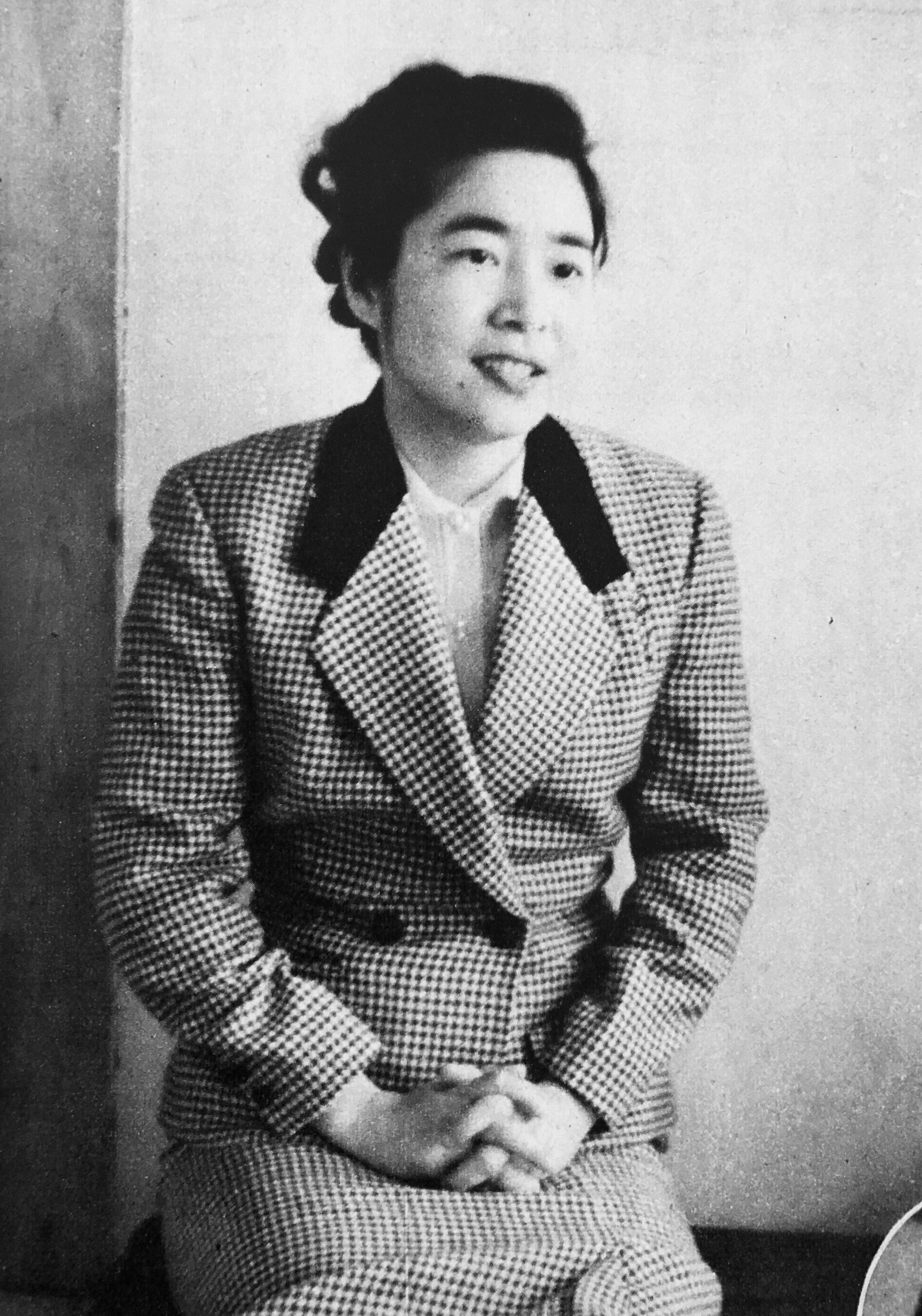
Machiko Hasegawa.

- Cayetana Fitz-James Stuart, 18a Duquessa d'Alba (1926–2014)

### Cinquena classe
- Fujima Kansuma (n. 1918)[17]

### Sisena classe
- Anita Newcomb McGee (1864–1940)
- Fumiko Kouka Mikami (1913-2019)

### Setena classe
- William H. Brill (1871–1923)[2]

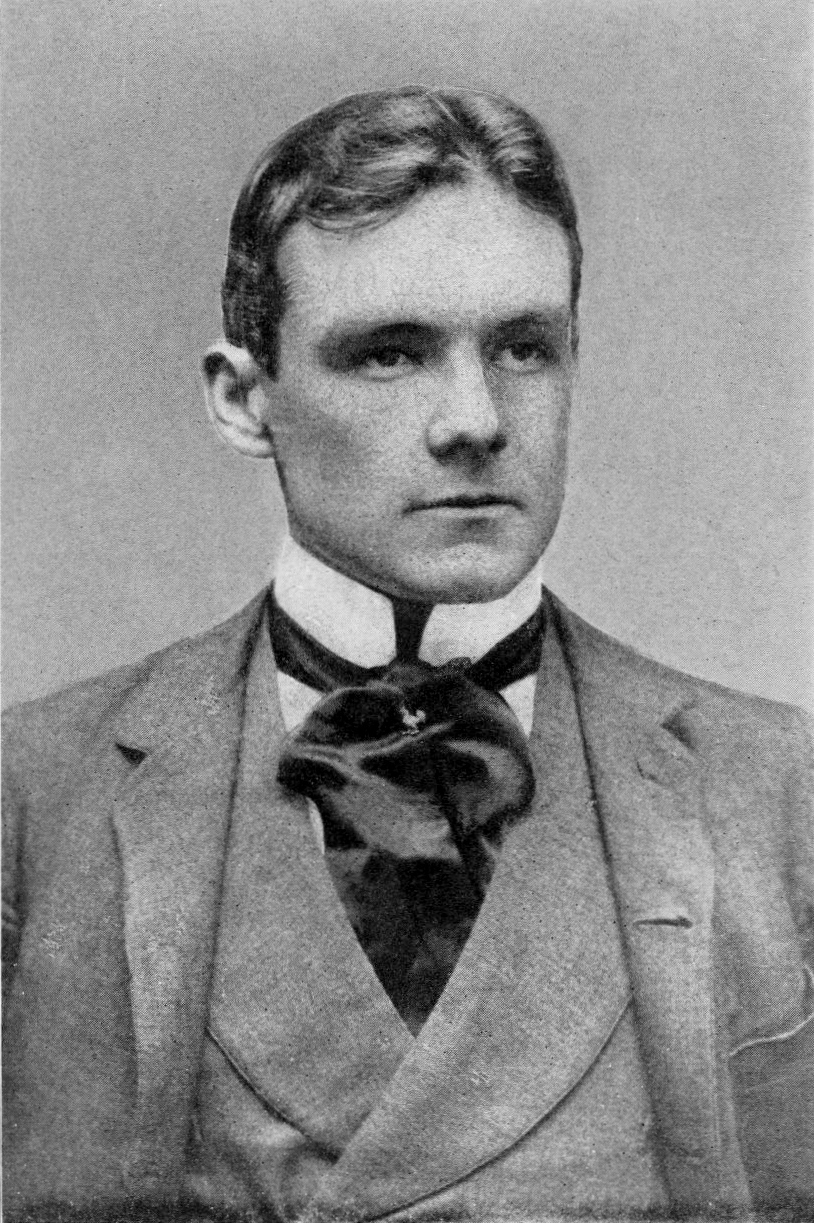
Richard Harding Davis.

- Richard Harding Davis.Richard Harding Davis (1864–1916) Collier's Weekly[2]
- John Fox, Jr. (1862–1919) Scribner's Magazine[2]
- George Kennan (1845–1924) The Outlook[2]
- Jack London (1876–1916)
- Frederick Palmer (1873–1958) Collier's Weekly[2]
- Herbert Ponting (1870–1935), Harper's Weekly[2]
- James Ricalton (c. 1844 – 1929) Travel Magazine
- Grant Wallace (1867–1954) San Francisco Bulletin[2]
- Niijima Yae (1845–1932)